# Procès d'Altsasu

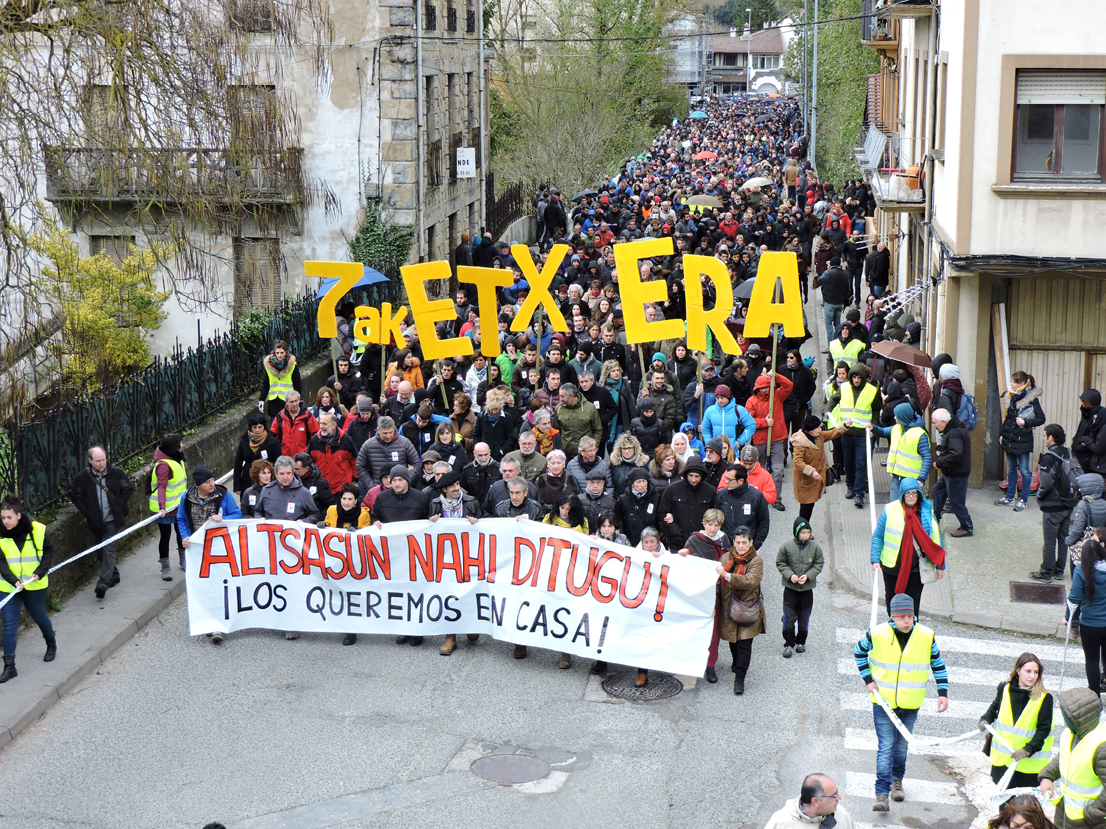
Manifestation pour dénoncer le procès d'Altsasu (26 novembre 2016)

Le procès d'Altsasu est une affaire judiciaire à la suite des événements qui se sont déroulés dans la ville d'Altsasu, en Navarre, dans la nuit du 15 octobre 2016. La juge Carmen Lamela, de l'Audience nationale d'Espagne, juge le différend, une bagarre, entre deux gardes civils accompagnés de leurs compagnes et huit jeunes basques. Le procureur réclame une peine de 375 ans de prison pour ces derniers alléguant qu'il s'agit d'une attaque terroriste. Trois jeunes resteront en détention provisoire pendant 18 mois, dans l'attente du verdict de ce procès. Le 1er juin 2018, écartant le caractère « terroriste » de la bagarre, l'Audience nationale va imposer dans son verdict les peines maximales pour délit d'« attentat ». Les peines sont de 9 à 13 ans de prison pour sept d'entre-eux pour « blessures, désordre public et menaces » et 2 ans de prison pour Ainara Urkijo pour « menaces ». Le verdict fut largement critiqué pour son caractère extrêmement disproportionné par les familles, le Gouvernement de Navarre et presque tous les partis politiques du Pays basque.

## Contexte historique
À Altsasu, mais aussi dans toute la vallée du Sakana, historiquement les rapports avec la Garde civile ont souvent été conflictuels. Cette situation a souvent été dénoncée par la population, qui rapporte d'incessants barrages routiers, des arrestations abusives, amendes arbitraires à répétition et autres. De plus, des mouvements politisés dénommés Alde Hemendik (« Déguerpissez » ou « Partez d'ici » en basque) ainsi que Utzi Bakean Sakana (laissez la vallée de Sakana en paix) prônent entre autres le renvoi des forces militaires. Prenant avantage de ce contexte, la juge de l'Audience nationale Carmen Lamela va établir un lien avec l'ETA, bien que des personnalités du droit aient réfutées cette supposition pour incriminer les 8 jeunes.
La formation indépendantiste Sortu dénonce la « fabrication d'un cirque politique » et « utilisant l'excuse d'une bagarre dans un bar, une grossière tentative de criminalisation de tout un peuple a été mise en place pour laver l'image répressive de la Garde civile ». Le communiqué dénonce le fait que « les pouvoirs politiques, judiciaires et médiatiques imposent à nouveau leur récit du conflit politique en Pays basque, le récit des victimes et des bourreaux, et à terme celui des vainqueurs et des vaincus ». La formation politique souligne que « les séquestrations et tortures imputées aux forces militaires restent impunies » et qu'ils ont « des décennies durant menacé et effrayé des milliers de citoyens » au cours d'opérations de contrôle. Son porte-parole, Arkaitz Rodríguez, soutient que la Fondation Euskal Memoria a documenté plus de 5 657 cas de torture, dont 117 dans le Sakana, et dénonce le fait que cela soit une « pratique systématique des États contre tout mouvement indépendantiste ».

## Évènements

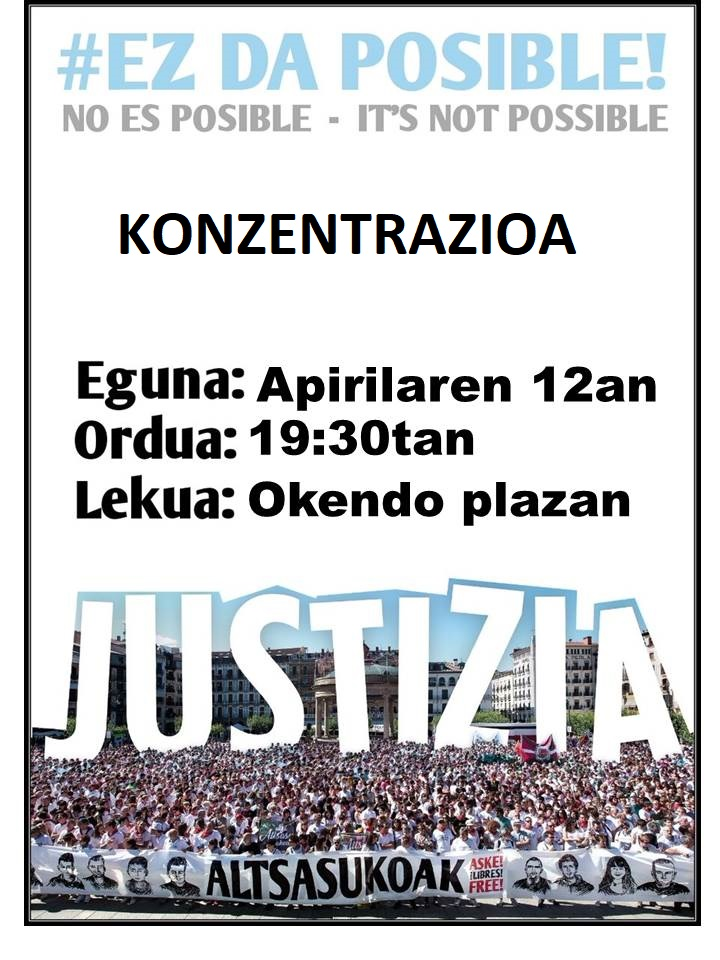
Affiche invitant à participer au rassemblement du 12 avril 2018.

Selon la mise en accusation émise par l'Audience nationale, dans la nuit du 15 novembre 2016, une altercation entre huit jeunes de la ville (Ohian Arnanz Ziordia, Jokin Unamuno Goikoetxea, Jon Ander Cob Amilibia, Julen Goikoetxea Larraza, Adur Ramirez de Alda Pozueta, Aratz Urrizola Ortigosa, Iñaki Abad Olea et Ainara Urquijo Goicoechea, qui est la seule fille du groupe) et deux gardes civils ainsi que leurs compagnes se produit au bar Koxka,. À ce moment-là, une unité de Foruzaingoak ou de la police forale de Navarre se place à l'extérieur du bar Koxka, mais ne voit pas grand chose de la confrontation ; deux jeunes sont cependant arrêtés. À la suite de l'incident, un attroupement se forme et d'autres personnes sont arrêtées, puis détenues.
Selon la juge, le lieutenant et le sergent de la Garde civile, vêtus en civil, étaient au bar. Lors des festivités locales, à 4h55 du matin, quelques jeunes rejoignent l'établissement et demandent aux Gardes civils de partir. À ce moment, il leur est demandé de quitter paisiblement le bar, puis ils sont entourés par 25 personnes et menacés d'être sortis de force du bar. Selon la Garde civile, ils ont essayé de passer, mais un groupe de 15 ou 20 autres personnes les aurait pris à partie dans la rue, les insultant et leur assénant plusieurs coups jusqu'à l'arrivée des Foruzaingoak.

### Phrases mentionnées par l'accusation

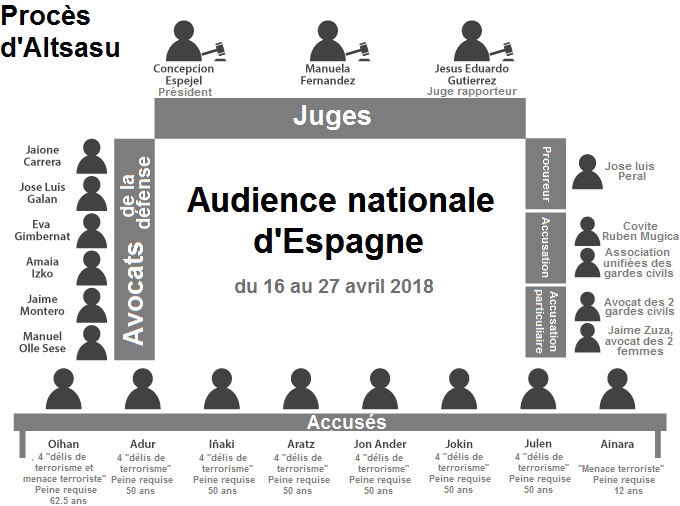
Description de la cour lors du procès en avril 2018.

Selon la déclaration du procureur José Perals au tribunal lors procès d'Altsasu, ce qui s'est passé le 15 octobre 2016 au bar Koxka « n'était pas un combat ou une bagarre, c'était une attaque contre la Garde civile avec des objectifs terroristes, ». Il déclara que 

« c'est la pire partie de la nature humaine. Cela a causé le plus grand massacre en Europe au siècle dernier et nous le voyons encore aujourd'hui au XXIe siècle, en Espagne, où l'on demande à des gens de quitter la ville; La xénophobie, le racisme et le fascisme sont à leur paroxysme dans ce procès. C'est ce que défendent les suprématistes nationalistes. Le nationalisme à l'ancienne veut expulser certaines personnes, parce qu'elles n'aiment pas le travail qu'elles font et ne veulent pas que la sécurité soit renforcée dans leur pays. Le PNV nous avait dit aussi qu'ils voulaient expulser la Garde civile. Cela nous semble très bien. Ils ont alors mis en place l'Ertzaintza, et rien ne s'est passé. Parce qu'ils l'ont fait démocratiquement, et non pas avec des affiches 'Alde Hemendik' (Partez d'ici). »

— Le procureur José Perals, Audience nationale, avril 2018
.
Selon le procureur, l'ETA a créé le mouvement Alde Hemendik dans les années 1980, avec pour objectif d'éliminer du Pays basque les forces de sécurité espagnoles (la police nationale espagnole) et la Garde civile et le 15 octobre 2016, ce qui s'est passé au bar Koxka était « la conséquence de cette stratégie conçue par ETA ».

« Si le jury ne conclut pas que c'est du terrorisme, nous comprendrons que nous retournerons 20 ans en arrière, à l'époque où Segi, Jarrai et Haika (organisations juvéniles indépendantistes) faisaient facilement campagne auprès des populations d'Euskadi et de Navarre, dont on disait que les garçons et les filles étaient des jeteurs de cocktail Molotov ou de la Kale borroka (violence de rue). Le procès a prouvé que ce n'était pas un combat ou une bagarre dans un bar, mais plutôt que c'était quelque chose de prévu, et que les gardes civils et leurs partenaires soient attaqués. Si le terrorisme n'est pas constaté, "nous reviendrons aux temps anciens : la dissolution de l'organisation (ETA) peut bien survenir, mais elle peut ressurgir de groupes rebelles". »

— Le procureur José Perals, Audience nationale, avril 2018
Le procureur a ajouté que des mouvements comme 'Ospa' (dégage) assumaient "l'héritage d'un terrorisme de faible intensité mené par l'ETA". Pour finir, il a demandé au jury de ne pas craindre que cette question soit considérée comme du terrorisme, « parce qu'il était rendu possible grâce à de tels procès d'éliminer une organisation terroriste (c'est-à-dire ETA) ».

### Conséquences
Le jour même, et compte tenu de l'écho grandissant fait par la presse, de nombreuses personnes ont signalé qu'il s'agissait « d'un montage de la police » sur la place d'Altsasu. De leur côté, certains médias espagnols ont mentionné dès le début que c'étaient prétendument « 50 jeunes proches de l'ETA qui les avaient attaqués ». Ces informations qui ont été écrites par les gardes civils, ont été reprises par les grands médias. Ces derniers mentionnaient qu'une "cheville avait été fracturée", que les jeunes avaient fait preuve d'une "terrible brutalité" et même qu'ils les avaient pris dans une "embuscade". La juge Carmen Lamela affirma qu'ils étaient environ 20 à 25 et qu'ils continuaient à les battre et les insulter jusqu'à l'arrivée des policiers.
À la suite des évènements, la mairie d'Altsasu appelle à faire « la paix et à cohabiter véritablement ». L'affaire fait grand bruit et se rend à d'autres endroits, y compris au Congrès des députés espagnol. Le 22 octobre 2016, une première manifestation dénonce cette affaire, et selon les organisateurs, et environ 2 500 personnes y participent.
Les rapports de police sont publiés le 25 octobre 2016 et aucun signe de «terrorisme» n'est constaté. En fait, dans les premiers jours, il n'est fait mention d'aucun terrorisme dans les médias espagnols mais ils utilisent les mots «raclée» et «piège». C'est le Collectif des victimes du terrorisme du Pays basque (le Covite) qui est la première institution à utiliser le mot terrorisme. L'Audience nationale ouvre son procès le 26 octobre. Six jeunes identifiés lors de la bagarre sont présents à la cour de justice de Navarre, mais ne sont pas incarcérés. Dans le même temps, le maire d'Altsasu, Javier Ollok et le bar Koxka reçoivent des menaces signées par la phalange espagnole.
Le 14 novembre, 9 jeunes sont arrêtés à Altsasu,. Six d'entre eux sont envoyés en prison par la juge le lendemain, et les autres quelques jours plus tard. Les accusations vont mobiliser le même jour environ 1 500 personnes lors d'une manifestation massive,,,,.

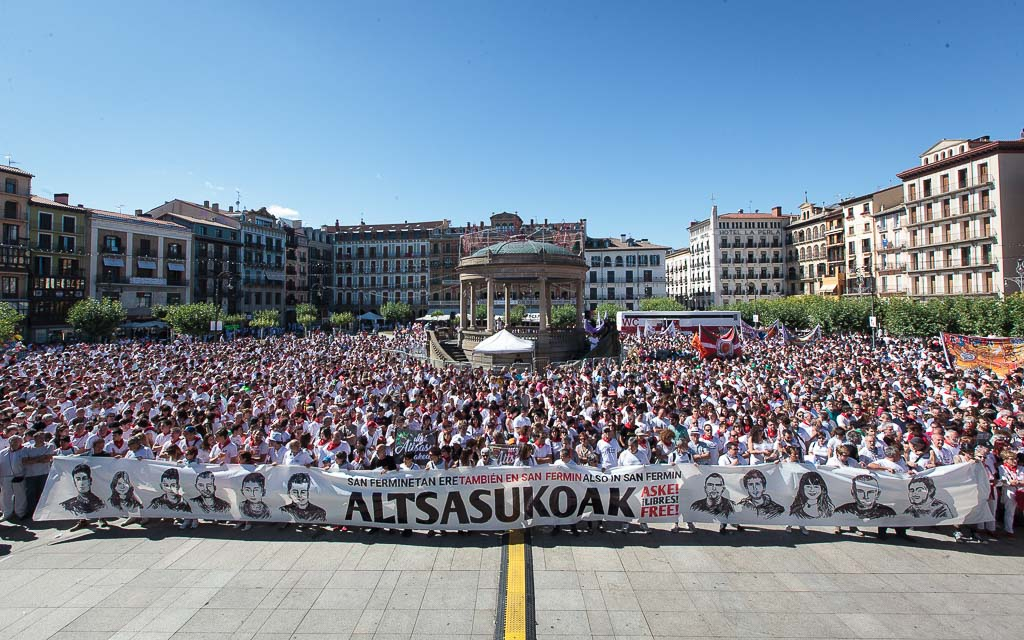
Manifestation en soutien aux jeunes d'Altsasu le 14 juillet 2017 sur la plaza del Castillo à Pampelune.

Par la suite, les proches des jeunes incriminés s'organisent afin d'obtenir une protection par différentes institutions, pendant que les mobilisations se poursuivent. Le 20 décembre 2016, quatre des sept personnes emprisonnées sont libérées par la juge, dans l'attente du jugement. Le 21 décembre, les proches parents se trouvent au Congrès espagnol, le 1er février 2016, 216 avocats demandent que les jeunes ne soient pas poursuivis en tant que terroristes. À Madrid, il y a aussi une manifestation le 10 mai 2017. Le 31 mai, 83 maires demandent le retour du procès devant le tribunal de Navarre. Le 20 juin, la porte-parole Maria Solana du Parlement de Navarre se rassemblent à la mairie d'Altsasu pour dénoncer cette affaire, qui parvient au Parlement européen le 29 juin.
Le 9 septembre, plusieurs musiciens et artistes présentent une chanson, parrainant les jeunes d'Altsasu.
Ce procès est très médiatisé et de nombreux médias espagnols continuent à plusieurs reprises de lier cette bagarre avec l'ETA. La Razón, par exemple, affirme que l'une des principales causes des déclarations de l'ETA sur son activité armée en avril 2018, soit sa dissolution, a été faite à cause du procès Altsasu. En France, les journaux Sud-Ouest ou Le Monde, comme les grands médias espagnols mettent en avant la version de l'accusation dans leurs articles, alors que Médiabask, ou Libération citent les deux versions des faits. Cette affaire est reprise dans plusieurs journaux étrangers comme The Guardian, Telepolis, Al Jazeera, National Post, SAPO et bien d'autres.

## Peines requises par l'accusation

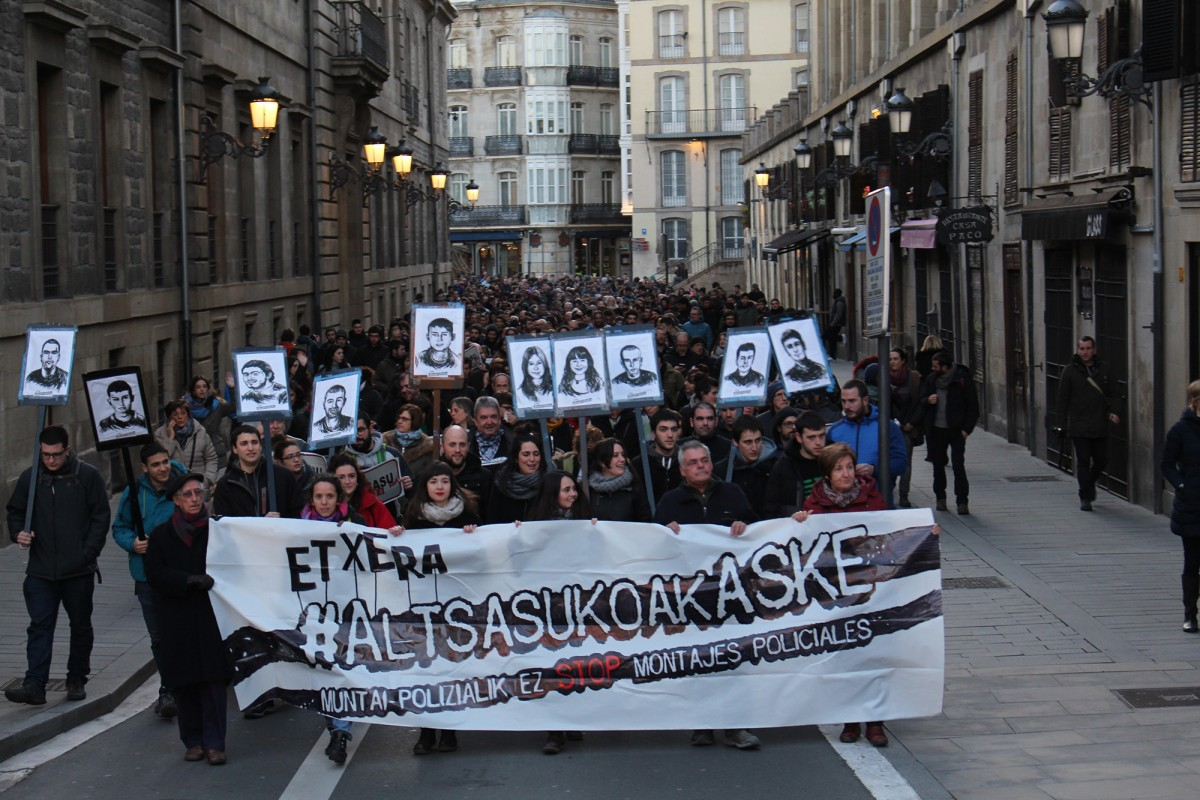
Manifestation « contre le montage policier » du procès le 2 mars 2018 à Vitoria-Gasteiz.

- Oihan Arnanz, une peine de 62 ans d'incarcération est requise. Quatre délits à caractère « terroriste » ont été commis, et pour chacun d'entre eux 12 années d'emprisonnement sont demandées par l'accusation. Le procureur José Perals demande à ce qu'il soit condamné à un total de 50 ans de prison. De plus, une peine supplémentaire de 12 ans est demandée pour « menace terroriste ».
- Jokin Unamuno, Jon Ander Cob, Julen Goikoetxea, Adur Ramírez de Alda, Aratz Urrizola, Iñaki Abad, pour chacun une peine de 50 ans de prison est requise. Quatre délits à caractère « terroriste » ont été commis, et le procureur José Perals demande à ce chacun soit condamné à 50 ans de prison.
- Ainara Urkijo, seule fille du groupe, une peine de 12 ans de prison est requise pour « menace terroriste ». Selon le procureur, elle aurait dit la phrase suivante en espagnolː "Ce qui vous est arrivé est arrivé parce que vous êtes venus ici, et chaque fois que vous sortirez, la même chose vous arrivera, alors ce que vous avez à faire, c'est de ne pas revenir ici". Par conséquent, cette phrase mérite une peine de prison de 12 ans selon le procureur.
En outre, le procureur José Perals demande au juge d'exiger des jeunes de payer aux 2 couples la somme de 41 000 euros.

## Verdict du1erjuin 2018
Le tribunal impose les peines maximales existantes pour les crimes de « blessures, troubles de l'ordre public et menaces ».
La juge Concepción Espejel inflige 13 ans de prison à Oihan Arnanz et Iñaki Abad. Jokin Unamuno et Adur Ramirez de Alda sont condamnés à 12 ans de prison, Jon Ander Cob, Julen Goikoetxea et Aratz Urrizola à 9 ans et Ainara Urkijo à deux ans. À l'exception d'Ainara Urkijo, les accusés sont reconnus coupables d'« attaque envers des agents d'autorité et blessures ». Dans le cas d'Abad et d'Arnanz, ils sont également condamnés pour « désordre public ».
La Chambre criminelle de l'Audience nationale rejette les accusations de « crimes terroristes » estimant qu'il « n'a pas été établi (que les faits ont été perpétrés) à des fins terroristes » et que les accusés ne sont pas liés à une « organisation terroriste», cependant les condamnations atteignent jusqu'à 13 ans prison. La Chambre a appliqué les circonstances aggravantes d'« abus de supériorité et de haine » et qu'ils « ont été commis pour des raisons idéologiques et d'hostilité à l'encontre de la Garde civile ». La Chambre pénale impose également une indemnité de 9 200 euros pour blessure au lieutenant, 3 750 euros au sergent et 6 100 euros pour chacune des compagnes. De plus, pour les « conséquences et dommages moraux », elle fixe à 45 000 euros pour la compagne du lieutenant et 25 000 euros pour la compagne du sergent. La décision n'est pas définitive et peut faire l'objet d'un recours dans un délai de 10 jours.

### Réactions à la suite du verdict
Les familles des jeunes d'Altsasu affirment que la sentence est une « vengeance avec une intention claire de faire souffrir » avec des peines « disproportionnées ». Le verdict est selon eux « mal fondé, avec des erreurs techniques importantes, à peine réceptif aux évidences présentées lors du procès par la défense ».
Sur le texte de la juge Concepción Espejel Jorquera, les parents veulent démontrer que « ce n'est pas juste », car certains éléments contredisent la preuve présentée, comme le montre une vidéo, où apparaît clairement le sergent de la Garde civile avec une chemise blanche, sans déchirure ni tache de sang, contrairement à ce qu'il a déclaré, tout en donnant un coup à Iñaki Abad, alors que ce dernier est en train de filmer. La bagarre était supposément « ensanglantée ».
À l'exception du Parti populaire, les partis tels que Geroa Bai, EH Bildu, Sortu, le PNB, Elkarrekin Podemos et moindrement le PSOE ont dénoncé une décision « barbare » de l'Audience nationale, basée sur des jugements « fallacieux dès le début ». Geroa Bai, à la tête du Gouvernement de Navarre considère que c'est « honteusement disproportionnée » et déclare que c'est « typique d'une justice comme celle d'Espagne, qui est absolument discréditée au niveau européen et international. » 